# Hermann Teuteberg
Hermann Teuteberg (* 10. November 1912 in Northeim; † 24. Juni 1996 ebenda) war ein deutscher Kommunalpolitiker (SPD). Er war von 1964 bis 1981 Bürgermeister der südniedersächsischen Stadt Northeim.

## Leben
Der Malermeister und SPD-Politiker Teuteberg war über dreißig Jahre im Landkreis Northeim in verschiedenen Funktionen auf kommunaler Ebene tätig.  Ab dem 3. Dezember 1952 gehörte er dem Northeimer Stadtrat an. Zunächst als Ratsmitglied, vom 6. April 1955 bis zum 30. September 1964 als Beigeordneter bzw. Senator und im Anschluss daran für fast drei Wochen wiederum als Ratsmitglied, ehe ihm am 19. Oktober 1964 das Amt des Bürgermeisters der Stadt Northeim übertragen wurde. Dieses übte er insgesamt 17 Jahre lang bis zum 31. Oktober 1981 aus. Zugleich war Teuteberg seit dem 28. September 1962 auch Kreistagsabgeordneter, was er auch nach seinem Ausscheiden aus dem Amt des Bürgermeisters bis 8. Oktober 1986 blieb. 

## Ehrungen
- 1963: Wappenteller der Stadt Northeim
- Verleihung des silbernen Wappentellers der Stadt Northeim für 25 Jahre Ratszugehörigkeit
- 1987: Ernennung zum Ehrenbürgermeister der Stadt Northeim